# Отрада (Тамбовская область)
Отрада — деревня в Мордовском районе Тамбовской области России. 
Входит в Александровский сельсовет.

## География
Расположена в 13 км к югу от райцентра, посёлка городского типа (рабочего посёлка) Мордово, и примерно в 90 км к юго-западу от центра города Тамбова.

## История
В 2023 году в состав деревни включено село Михайловка.

## Население
| 2002 | 2010 |
| ---- | ---- |
| 367  | ↘306 |

Согласно результатам переписи 2002 года, в национальной структуре населения русские составляли 100 % от общего числа жителей.